# Церковь Святого Владислава (Субботники)
Церковь Святого Владислава (бел. Касцёл Святога Уладзіслава) — католический храм в деревне Субботники, Гродненская область, Беларусь. Относится к Ивьевскому деканату Гродненского диоцеза. Памятник архитектуры в стиле неоготики.
Включён в Государственный список историко-культурных ценностей Республики Беларусь.

## История

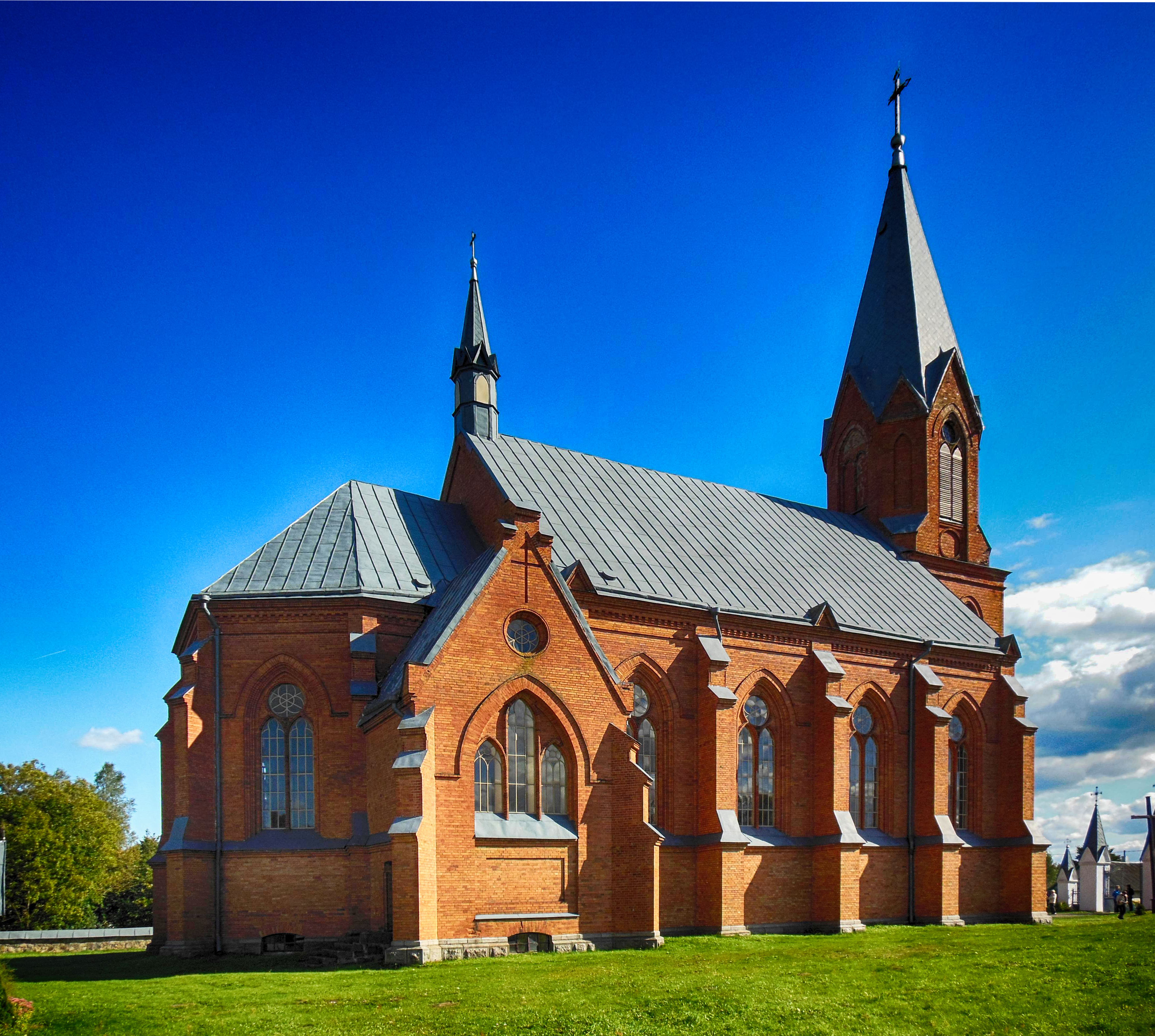
Боковой фасад

Католическая община была создана в Субботниках в 1545 году. Современное здание храма из красного кирпича в неоготическом стиле было построено в 1904—1907 годах на средства графов Владислава и Янины Умястовских. В Великую Отечественную войну частично разрушен, в 1947 году восстановлен.

## Архитектура
Храм имеет прямоугольный в плане основной объём длиной 30 метров, шириной — 20 и высотой 32 метра. Храм накрыт двускатной крышей, над главным фасадом — высокая трёхъярусная башня с шатровым завершением. Стены расчленены контрфорсами. Внутри храм поделён колоннами на три нефа, главный неф существенно шире боковых и заканчивается пресвитерием и пятигранной апсидой. В крипте костёла — усыпальница графов Умястовских, где похоронен и строитель храма — Владислав Умястовский.